# Il sorbetto della regina
Il sorbetto della regina è un romanzo storico di Ferdinando Petruccelli della Gattina, pubblicato dall'editore Enrico Politti (Milano) nel 1872 e più volte ristampato. È una storia drammatica intrisa di vicende misteriose, in cui non mancano tratti umoristici e riferimenti biografici dell'autore.

## Trama
Ambientato a Napoli ai tempi del Regno delle Due Sicilie, narra la storia di Bruto, un giovane lucano originario di Moliterno, che si trasferisce nella capitale borbonica per studiare medicina e, una volta laureato, inizia la carriera professionale e a frequentare l'alta società partenopea dell'epoca. Intanto riceve una lettera dal suo compaesano e precettore Pietro Colini (un ex colonnello napoleonico) che gli chiede di poter ritrovare la sua consorte di cui aveva perso notizie da tempo.
Bruto scopre che la donna vive proprio di fronte a lui, in condizioni tristi e misere, assieme a sua figlia Lena, una graziosa fanciulla che s'innamora di lui e che la madre vuole prostituire. Il protagonista avvisa Colini e lo invita a recarsi a Napoli, ma le due donne spariscono. Bruto cura Cecilia, figlia di un conte e tramite lei conosce la regina Urraca, la quale si innamora di lui. Lena, intanto, è divenuta una celebre cantante e al suo debutto in teatro assiste l'ignaro padre. Accanto a lui siede il marchese di Diano, marito di Cecilia; questi lo sfida ad un duello dopo la rappresentazione, che finisce con il ferimento e il ricovero in ospedale dell'ex colonnello.
Colini è imprigionato dalla polizia borbonica mentre il marchese riesce a fuggire grazie ad influenti protettori. Lena, dopo aver saputo chi è suo padre, tenta di liberarlo ma muore per volere della regina Urraca, che l'attirò a corte con l'inganno, con un sorbetto avvelenato; perché gelosa del suo amore nei confronti di Bruto. La fanciulla spira proprio tra le braccia del medico che è intervenuto, invanamente, per salvarla. Suo padre verrà graziato e il dessert che l'ha uccisa verrà ricordato come "Il sorbetto della regina".